# Anders Knutsson
Per Anders Knutsson, född 30 augusti 1931 i Högalids församling i Stockholm, är en svensk jurist. Han var justitieråd (domare i Högsta domstolen) åren 1975–1998.

## Biografi
Anders Knutsson är son till läkaren, professor Folke Knutsson och Ingrid Broberg (omgift Josephson) samt bror till Lars Knutsson, halvbror till Staffan Josephson och farbror till Filippa Knutsson.
Han studerade vid Uppsala universitet och blev filosofie kandidat 1952 och avlade juristexamen 1956. Han tjänstgjorde som tingsnotarie 1956–1959. Han blev fiskal vid Svea hovrätt 1960, var sekreterare i Arbetsdomstolen 1962–1965 och var assessor vid Svea hovrätt 1966. Han var rättssakkunnig i Justitiedepartementet 1966 och blev kansliråd där 1969, departementsråd 1971, tillförordnad rättschef 1973 och var justitieråd 1975–1998.
Anders Knutsson var ordförande för avdelning inom Högsta domstolen från 1988 och blev ordförande för Högsta Domstolen 1992. 
Han var redaktionssekreterare vid Svensk Juristtidning 1966–1967 och redaktör där 1968–1972. Han är från och med årgång 2003 utgivare av tidskriften Nytt Juridiskt Arkiv, avd. I (rättsfall från Högsta domstolen).
Han var vice ordförande Arbetsdomstolen 1974–1975, Allmänna reklamationsnämnden 1970–1975, ordförande varumärkesutredningen 1974–1983, konsumentköpsutredningen 1977–1984, ordförande i nämnden mot etnisk diskriminering från 1986 och radionämnden från 1991.
Anders Knutsson gifte sig 1953 med Gertrud Viksten (född 1929), dotter till överinspektör Carl Viksten och Thérèse, ogift Genberg.